# Rivière Misema
Pour les articles homonymes, voir Misema.
La rivière Misema est un affluent de la rivière Blanche (Ontario), traversant le district de Timiskaming et le district de Cochrane, dans le Nord-Est de l'Ontario, au Canada.

## Cours
La rivière débute à lac Sullivan dans canton de Ben Nevis, district de Cochrane. Il quitte le lac au nord-est et se déplace dans le sens antihoraire autour des collines Pouchkine, une partie du complexe Megacaldera Blake River, puis se dirigeant vers le sud dans le district de Timiskaming et le lac Misema, où il recueille sur sa rive gauche l'affluent Petite rivière Misema dans Katrine. Il se dirige vers le sud, passe sous l'ancienne ligne principale du chemin de fer continental National Transcontinental Railway et la route 66, s'écoule sur les chutes Eighty Foot, site du barrage Misema de Canadian Hydro Developers et de 3,2 MW hydroélectrique, la rivière Blanche à canton de Marter à la frontière avec Chamberlain à l'ouest. La rivière Blanche s'écoule par la rivière des Outaouais vers le fleuve Saint-Laurent.